# Criss Oliva
Christopher "Criss" Michael Oliva (ur. 3 kwietnia 1963 w Pequannock Township w stanie New Jersey, zm. 17 października 1993) – amerykański gitarzysta, który wraz z bratem Jonem współtworzył Savatage.
Na gitarze zaczął grać po namowie starszego brata, wokalisty oraz multiinstrumentalisty Jona.
Zginął w wypadku samochodowym na Florydzie.